# Joanna Lisiak
Joanna Lisiak (* 26. April 1971 in Posen, Polen) ist eine Schweizer Schriftstellerin und Lyrikerin.

## Leben
Joanna Lisiak verbrachte ihre Kindheit in Polen und kam im Alter von zehn Jahren im Jahr 1981 in die Schweiz. Sie war im Rundfunk als Redakteurin und Moderatorin tätig. Sie schreibt vorwiegend Lyrik und Kurzprosa, verfasst aber auch dramatische Texte (unter anderem Szenen und Mikrodramen) und schreibt und nimmt Hörspiele auf. Zudem schreibt sie Essays und Kolumnen. Darüber hinaus ist Joanna Lisiak Jazzsängerin. Neben dem literarischen Schaffen an sich ist sie als Jurorin in Literaturwettbewerben, als Dozentin für literarische Gastseminare an diversen Universitäten und Kollegien in Polen (in deutscher Sprache) sowie bei der Organisation von Literatur-/Kulturveranstaltungen tätig.
Lisiak lebt in der Schweiz.

## Mitgliedschaften
- Autoren der Schweiz (AdS)
- International Poets, Essayists, Novelists (PEN)
- femscript, Netzwerk schreibender Frauen
- Gesellschaft für zeitgenössische Lyrik (GZL)
- Pro Litteris
- SUISA

## Auszeichnungen
- 1. Preis Postkartenwettbewerb Schreibszene Schweiz
- 2009: 2. Platz beim Mini-Drama-Wettbewerb in Salzburg mit Die Aufführung[3]
- 2016: Twitteraturpreis für das Projekt Gedankenstriche, KUNO, Edition Das Labor

## Werke

### Buchpublikationen
- Cocktails zum Lesen. Lyrik. Nimrod-Verlag, Zürich 2000, ISBN 3-907139-39-9.
- Silbentransfer. Lyrik. AutorInnenverlag, Bern 2002, ISBN 3-905110-22-9.
- Beeren sind kleiner als Bären. Lyrik. Nimrod, Zürich 2002, ISBN 3-907149-00-9.
- Von Paul B. und anderen rein zufällig lebenden Personen. 99 amuse-têtes. Kurzprosa. Nimrod-Literaturverlag, Zürich 2005, ISBN 3-907149-44-0.
- Ich streue Puderzucker. Lyrik, mit signierter Original-Skizze von Grete Bellamy. Rauhreif-Verlag, Zürich 2008, ISBN 978-3-907764-74-9.
- Klee composé. Lyrik mit Paul Klee., Lyrik. Littera Autoren Verlag, Zürich 2010, ISBN 978-3-906731-38-4.
- Galerie der Existenzen. Besonderlinge. Kurzprosa, mit fünf Illustrationen von Raffael Schüürmann. Wolfbach, Zürich 2012, ISBN 978-3-905910-31-5.
- Galerie der Existenzen II. Besonderlinge. Kurzprosa, mit fünf Illustrationen von Raffael Schüürmann, Wolfbach, Zürich, ISBN 978-3-905910-43-8.
- Links wenn sie träumt. Lyrik. Edition 8, Zürich, 2016, ISBN 978-3-85990-287-9.
- Wederendungen. Redewendungen andersherum. Sprachspiel. Norderstedt, 2017, ISBN 978-3-74483-505-3.
- wie du die tage anschraubst – lyrische gebrauchsanweisung. Lyrik. Scaneg Verlag, München, 2017, ISBN 978-3-89235-311-9.
- Alles Brillenträger! Skandalöses aus der Welt der Promis. Kurzprosa/Satire. Norderstedt, 2017, ISBN 978-3-74485-553-2.
- Ordnungs-Yoga. Ratgeber/Lifestyle. Norderstedt, 2018, ISBN 978-3-74604-634-1.
- Spam Poetry, Destillate aus Junk-/Spam-Mails. , Lyrik/Poetry, Deutsch und Englisch. Norderstedt, 2018, ISBN 978-3-74609-986-6.
- Gedankenstriche., Notate. Norderstedt, 2018, ISBN 978-3-75287-645-1.
- Blempek ist ein Trick, der sich bewährt, Kurzprosa. Norderstedt, 2018, ISBN 978-3-75280-372-3.
- mir ist so taschembei, Lautgedichte. Norderstedt, 2018, ISBN 978-3-75286-239-3.
- Der Faden im Kopf, Aufsätze und Reflexionen. Norderstedt, 2018, ISBN 978-3-74816-716-7.
- Heute gut – 365 Anregungen für jeden Tag. Norderstedt, 2019, ISBN 978-3-74813-974-4.
- Er, die Schöne … , Moodboard Stories. Norderstedt, 2019, ISBN 978-3-74817-417-2.
- Love is in the air . Norderstedt, 2019, ISBN 978-374942-841-0.
- Der Geruch von Wind, Wörterbuch ohne Wörter. Norderstedt, 2019, ISBN 978-3-74942-246-3.
- Das Pünktchen trägt Strümpfe. Norderstedt, 2019, ISBN 978-3-73922-803-7.
- Vierzeiler – Lyrisches. Norderstedt, 2021, ISBN 978-3-75577-678-9.
- in wellen dunkler zuversicht. Lyrik. ed. 8, Zürich, 2022, ISBN 978-3-85990-453-8.
- Im besten Fall … ein Lächeln – Eine Lesemeditation über schöne Wörter. Norderstedt, BoD 2022, ISBN 978-3-83912-103-0.
- Über die Leere. Norderstedt, 2022, ISBN 978-3-75577-353-5.
- Lenis Märchen – Eine Geschichte zur Ermutigung. Norderstedt, BoD 2023, ISBN 978-3-75685-601-5.
- Theatertexte, Hörspiele, Szenen, Dramolette. 3 Bände. Norderstedt, BoD 2023, ISBN 978-3-73862-867-8.
- Trauerrituale – in neuer Form verbunden. Ratgeber. Junfermann, Paderborn, 2024, ISBN 978-3-7495-0557-9.
- Wann bist du glücklich. Philosophie. Norderstedt, 2024, ISBN 978-3-75974-343-5.
- W najlepszym wypadku... uśmiech – Medytacja poprzez czytanie o pięknych słowach. Norderstedt, 2024, ISBN 978-3-75977-934-2.

### In Anthologien
- in: Kindheit im Gedicht, Brentano-Gesellschaft, Frankfurt am Main, 2002
- in: Frieden, Lyrik zum Schmökern, Schmöker Verlag, Garbsen, 2003
- in: Das Lachen deiner Augen, Frauenportraits in Prosa und Lyrik Band 1, Geest-Verlag, Vechta, 2003
- in: Weihnachten, Frankfurter Bibliothek des zeitgenössischen Gedichts, Brentano-Gesellschaft, Frankfurt am Main, 2003
- in: Ausgewählte Werke VI, Nationalbibliothek des deutschsprachigen Gedichts, Gräfelfing/München, 2003.
- in: Liebe in all ihren Facetten, Lichtstrahlverlag, Gotha (D), 2007
- in: Das neue Gedicht, Jahrbuch für das neue Gedicht, Frankfurter Bibliothek des zeitgen. Gedichts, Frankfurt am Main, 2007.
- in: Der deutsche Lyrikkalender 2009, Alhambra Publishing, 2008
- in: Kürschners Literaturkalender 2008/2009, K.G. Saur, 2008.
- in: Poesiealbum neu, Edition Kunst & Dichtung, Gesellschaft für zeitgenössische Lyrik, Leipzig, 2008
- in: FrauenFriedensGedanken, Kunstraum für Lyrik, Bild und Skulptur, 2009.
- in: Poesie-Agenda 2010, 2011, 2012, 2013, 2014, 2015, 2016 orte, Oberegg
- in: Der Deutsche Lyrikkalender 2010, Jeder Tag ein Gedicht, Alhambra Publishing, Bertem, Belgien, 2009.
- in: Poesiealbum neu, Edition Kunst & Dichtung, Ges. f. Zeitgen. Lyrik, Leipzig, 2009.
- in: Stimme werden – Gesicht zeigen, Free Pen Verlag, Bonn, 2010.
- in: Poesieagenda, Orte, Oberegg, 2010.
- in: Die Lyrikbibliothek, Band 11, Herbert Utz Litareon, München, 2010.
- in: Der deutsche Lyrikkalender 2011, Jeden Tag ein Gedicht, Alhambra Publishing, Bertem, Belgien, 2010.
- in: Poesie-Agenda 2012, orte-Verlag AG, Oberegg, 2011.
- in: Deutscher Lyrikkalender 2012, Alhambra Publishing, Bertem, Belgien, 2011.
- in: Poesiealbum neu, Edition Kunst & Dichtung, Ges. f. Zeitgen. Lyrik, Leipzig, 2011.
- in: Kopf Hand Werk, Anthologie in 40 Beiträgen. edition 8, Zürich, 2010.

### Theaterstücke und Musicals
- Projekt Nr. 732 Punkt C, veröffentlicht: Wolkenklang, Rheine, 2004.
- Das Blutdruckmessgerät, veröffentlicht: Wolkenklang, Rheine, 2004.
- Die Aufführung, absurdes Mini-Drama, (2. Platz Mini-Drama-Wettbewerb), uraufgeführt: Salzburger Landestheater, Regie: Alex Linse, Theater Holzhausen, 2009.
- Des Künstlers Seele, Szenische Lesung, uraufgeführt: Theater Oberhausen, Regie: - / Mitwirkende: Judith Patzelt, Patrizia Wapinska, Michael Golab, Marek Jera, Otto Beatus, Oberhausen (D), 2010.
- was alles wächst und ist, Komposition von Maurus Conte (Text: Joanna Lisiak), uraufgeführt: Ital Reding Haus und Kantonsschule Musegg, Regie: "Chrutstil"; Mitwirkende: Stefanie Erni, Marianne Knoblauch, Nuria Richner, Andrew Dunscombe, Katja Zimmermann, Schwyz und Luzern, 2012.
- harmonie mit schräger dämpfung aus „Klee composé“, Komposition: Maurus Conte für Streichquartett, uraufgeführt: Ensemble Montaigne, Neubad Luzern; Theater im Burgbachkeller, Zug.

### Hörspiele
- Pizza Napoli, Hörspielwettbewerb Akademie der Künste Berlin, gesendet: Joanna Lisiak, Regie: Joanna Lisiak, SWR2, 2003.
- Mein Drache ist besoffen, gesendet: DRS 2, Regie: Claude Pierre Salmony, Basel, 2009, Weitere Sendungen: DRS 1